# Lijst van nummer 1-albums in de LP Top 50 in 1983
Onderstaande albums stonden in 1983 op nummer 1 in de LP Top 50 de voorloper van de Media Markt Album Top 40. De lijst werd samengesteld door de Stichting Nederlandse Top 40.
| Nummer | Datum        | Artiest                   | Titel                     |
| ------ | ------------ | ------------------------- | ------------------------- |
|        | 1 januari    | geen LP Top 50 verschenen | geen LP Top 50 verschenen |
| 139    | 8 januari    | Doe Maar                  | Skunk                     |
|        | 15 januari   | Doe Maar                  | Skunk                     |
|        | 22 januari   | Doe Maar                  | Skunk                     |
| 140    | 29 januari   | Het Goede Doel            | België                    |
| 141    | 5 februari   | Billy Joel                | The Nylon Curtain         |
|        | 12 februari  | Billy Joel                | The nylon curtain         |
|        | 19 februari  | Billy Joel                | The nylon curtain         |
|        | 26 februari  | Billy Joel                | The nylon curtain         |
| 142    | 5 maart      | Michael Jackson           | Thriller                  |
|        | 12 maart     | Michael Jackson           | Thriller                  |
|        | 19 maart     | Michael Jackson           | Thriller                  |
| 143    | 26 maart     | The Kids from "Fame"      | The Kids from "Fame"      |
| 144    | 2 april      | Doe Maar                  | 4us                       |
|        | 9 april      | Doe Maar                  | 4us                       |
|        | 16 april     | Doe Maar                  | 4us                       |
|        | 23 april     | Doe Maar                  | 4us                       |
|        | 30 april     | Doe Maar                  | 4us                       |
| 142    | 7 mei        | Michael Jackson           | Thriller                  |
|        | 14 mei       | Michael Jackson           | Thriller                  |
|        | 21 mei       | Michael Jackson           | Thriller                  |
|        | 28 mei       | Michael Jackson           | Thriller                  |
|        | 4 juni       | Michael Jackson           | Thriller                  |
|        | 11 juni      | Michael Jackson           | Thriller                  |
|        | 18 juni      | Michael Jackson           | Thriller                  |
|        | 25 juni      | Michael Jackson           | Thriller                  |
|        | 2 juli       | Michael Jackson           | Thriller                  |
|        | 9 juli       | Michael Jackson           | Thriller                  |
|        | 16 juli      | Michael Jackson           | Thriller                  |
|        | 23 juli      | Michael Jackson           | Thriller                  |
|        | 30 juli      | Michael Jackson           | Thriller                  |
|        | 6 augustus   | Michael Jackson           | Thriller                  |
|        | 13 augustus  | Michael Jackson           | Thriller                  |
|        | 20 augustus  | Michael Jackson           | Thriller                  |
|        | 27 augustus  | Michael Jackson           | Thriller                  |
|        | 3 september  | Michael Jackson           | Thriller                  |
|        | 10 september | Michael Jackson           | Thriller                  |
|        | 17 september | Michael Jackson           | Thriller                  |
|        | 24 september | Michael Jackson           | Thriller                  |
|        | 1 oktober    | Michael Jackson           | Thriller                  |
|        | 8 oktober    | Michael Jackson           | Thriller                  |
| 145    | 15 oktober   | Spandau Ballet            | True                      |
|        | 22 oktober   | Spandau Ballet            | True                      |
|        | 29 oktober   | Spandau Ballet            | True                      |
|        | 5 november   | Spandau Ballet            | True                      |
| 146    | 12 november  | Culture Club              | Colour by numbers         |
| 147    | 19 november  | Lionel Richie             | Can't slow down           |
|        | 26 november  | Lionel Richie             | Can't slow down           |
|        | 3 december   | Lionel Richie             | Can't slow down           |
| 148    | 10 december  | Kinderen voor Kinderen    | Kinderen voor Kinderen 4  |
|        | 17 december  | Kinderen voor Kinderen    | Kinderen voor Kinderen 4  |
|        | 24 december  | Kinderen voor Kinderen    | Kinderen voor Kinderen 4  |
|        | 31 december  | geen LP Top 50 verschenen | geen LP Top 50 verschenen |

Lijsten van nummer 1-albums in de Nederlandse Album Top 100

1969 ·
1970 ·
1971 ·
1972 ·
1973 ·
1974 ·
1975 ·
1976 ·
1977 ·
1978 ·
1979 ·
1980 ·
1981 ·
1982 ·
1983 ·
1984 ·
1985 ·
1986 ·
1987 ·
1988 ·
1989 ·
1990 ·
1991 ·
1992 ·
1993 ·
1994 ·
1995 ·
1996 ·
1997 ·
1998 ·
1999 ·
2000 ·
2001 ·
2002 ·
2003 ·
2004 ·
2005 ·
2006 ·
2007 ·
2008 ·
2009 ·
2010 ·
2011 ·
2012 ·
2013 ·
2014 ·
2015 ·
2016 ·
2017 ·
2018 ·
2019 ·
2020 ·
2021 ·
2022 ·
2023 ·
2024 ·
2025

Lijsten van nummer 1-albums van de Stichting Nederlandse Top 40

1969 ·
1970 ·
1971 ·
1972 ·
1973 ·
1974 ·
1975 ·
1976 ·
1977 ·
1978 ·
1979 ·
1980 ·
1981 ·
1982 ·
1983 ·
1984 ·
1985 ·
1986 ·
1987 ·
1988 ·
1989 ·
1990 ·
1991 ·
1992 ·
1993 ·
1994 ·
1995 ·
1996 ·
1997 ·
1998 ·
1999 ·
2011 ·
2012 ·
2013 ·
2014 ·
2015
- Nederland
- Nederland (LP Top 50)